# Día de la Tostada
El Día de la Tostada, denominado oficialmente como Día de la Tostada y la Fiesta del Aceite de Navarra, es una Fiesta de Interés Turístico de Navarra que se celebra el último domingo de febrero y organizada por el ayuntamiento y el Consorcio Turístico de Tierra Estella.

## Características
El evento se celebra cada año a finales de febrero en la localidad navarra de Arróniz con el objetivo de ensalzar las propiedades del aceite de oliva producido en la zona; principalmente con la variedad Arróniz (aceituna), que se encuentra amparada bajo la Denominación de Origen Protegida "Aceite de Navarra". Fue declarada en 2015 de interés turístico pero se lleva celebrando desde 1998.